# Proyecto de Anatolia Suroriental

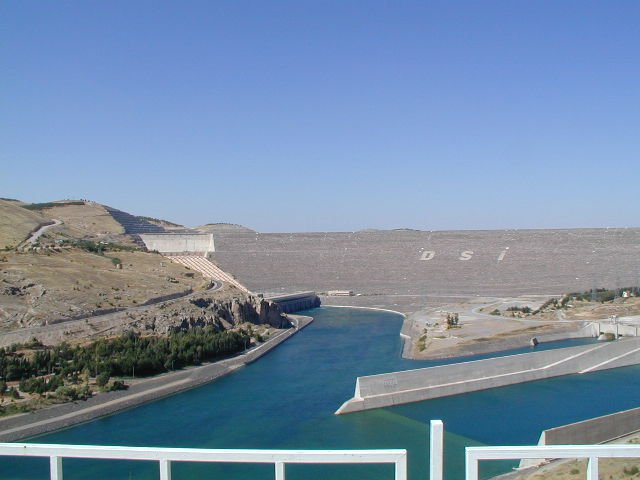
La presa más grande del proyecto, el embalse de Ataturk

El Proyecto del Anatolia Suroriental (turco: Güneydoğu Anadolu Projesi, GAP) es un proyecto de desarrollo integral sostenible para 9 millones de personas que en 2005 vivían en la región de Anatolia Suroriental, en Turquía.
El proyecto abarca nueve provincias (Adıyaman, Batman, Diyarbakır, Gaziantep, Kilis, Siirt, Şanlıurfa, Mardin, y Şırnak) localizadas en las cuencas del Éufrates y el Tigris, y en la Alta Mesopotamia. Incluye actuaciones en sectores como la agricultura y el regadío, la producción hidroeléctrica, infraestructuras urbanas y rurales, bosques, educación y salud.
Lo recursos hídricos prevén la construcción de 22 presas y 19 centrales eléctricas (en 2010 se alcanzó el 74 % de la capacidad proyectada con 9 plantas) y los proyectos de regadío se extienden sobre un área de 17 000 km². Se han construido siete aeropuertos, entre ellos los de Şırnak y Şanlıurfa.

## Embalses
El proyecto incluye la construcción de 22 presas y embalses en las cuencas del Tigris y el Éufrates.

### Cuenca del Éufrates
1. Embalse de Atatürk (1992)
2. Embalse de Birecik (2000)
3. Embalse de Büyükçay
4. Embalse de Çamgazi (1998)
5. Embalse de Çetintepe (2017)
6. Embalse de Gömikan
7. Embalse de Hancağız (1988)
8. Embalse de Kahta
9. Embalse de Karakaya (1987)
10. Embalse de Karkamış (1999)
11. Embalse de Kayacık (2005)
12. Embalse de Kemlin
13. Embalse de Koçali (2016)
14. Embalse de Sırımtaş (2013)

### Cuenca del Tigris
1. Embalse de Batman (1998)
2. Embalse de Cizre
3. Embalse de Dicle (1997)
4. Embalse de Garzan (2012)
5. Embalse de Kayser
6. Embalse de Kralkızı (1997)
7. Embalse de Ilısu (2016)
8. Embalse de Silvan (2017)

## Centrales hidroeléctricas
| Estado de los proyectos en mayo de 2013      |                          |                        |                                                |
| Nombre                                       | Capacidad instalada (MW) | Energía Prod (GWh/año) | Estado                                         |
| Cuenca del Éufrates                          | 5.304                    | 20.098                 |                                                |
| Embalse de Karakaya y central hidroeléctrica | 1.800                    | 7.354                  | Operativa desde 1987                           |
| Embalse de Atatürk y central hidroeléctrica  | 2.400                    | 8.900                  | Operativa desde 1992                           |
| Embalse de Birecik y central hidroeléctrica  | 672                      | 2.516                  | Operativa desde 2000                           |
| Embalse de Karkamış y central hidroeléctrica | 180                      | 652                    | Operativa desde 1999                           |
| Central hidroeléctrica de Şanlıurfa          | 50                       | 124                    | Operativa desde 2005                           |
| Embalse de Büyükçay y central hidroeléctrica | 30                       | 84                     | Master Plan                                    |
| Embalse de Koçali y central hidroeléctrica   | 39                       | 187                    | Master Plan                                    |
| Embalse de Sırımtaş y central hidroeléctrica | 26                       | 87                     | Operativa desde 2013                           |
| Embalse de Kahta y central hidroeléctrica    | 75                       | 171                    | Master Plan                                    |
| Central hidroeléctrica de Fatopaşa           | 22                       | 47                     | Master Plan                                    |
| Central hidroeléctrica de Erkenek            | 12                       | 52                     | Operativa desde 2009                           |
| Cuenca del Tigris                            | 2.172                    | 7.247                  |                                                |
| Embalse de Dicle y central hidroeléctrica    | 110                      | 296                    | Operativa desde 1999                           |
| Embalse de Kralkızı y central hidroeléctrica | 94                       | 146                    | IOperativa desde 1998                          |
| Embalse de Batman y central hidroeléctrica   | 198                      | 483                    | Operativa desde 2003                           |
| Embalse de Ilısu y central hidroeléctrica    | 1.200                    | 3.833                  | En construcción (60.3% complete as of Mar '14) |
| Embalse de Cizre y central hidroeléctrica    | 240                      | 1.208                  | Programada                                     |
| Embalse de Silvan y central hidroeléctrica   | 160                      | 623                    | En construcción (20% complete as of Nov '13)   |
| Embalse de Kayser y central hidroeléctrica   | 90                       | 341                    | Master Plan                                    |
| Embalse de Garzan y central hidroeléctrica   | 90                       | 315                    | Operativa desde 2012                           |
|                                              |                          |                        |                                                |
| Total                                        | 7.476                    | 27.345                 |                                                |

## Estado del proyecto en 2013
En 2013 se había realizado el 72,6% del proyecto. El coste de la obra se calcula en 32.000 millones de dólares. La capacidad total prevista es de 7.454 MW.
| Estado del proyecto                       |            |          |          |
|                                           | Completado | En curso | Planeado |
| Capacidad instalada en junio de 2013 MW   | 5,548      | 1,409    | 497      |
| Producción en junio de 2013 GWh/yr        | 20,479     | 4,771    | 1,971    |
| Áreas de regadío en diciembre de 2005 km² | 2,360.19   | 1,420.90 | 3,741.18 |
| Número de embalses                        | 12         | 2        | 8        |
| Número de centrales hidroeléctricas       | 6          | 2        | 10       |

El proyecto estaba previsto para ser acabado en 2010, aumentando en un 50% las tierras del regadío de Turquía, una extensión igual al conjunto de la superficie de los países del Benelux, convirtiendo la región en exportador neto de productos como algodón, maíz, cebada, garbanzos, lentejas, maní, soja y fruta. Las centrales hidroeléctricas doblarán la producción con un aumento de 12.098 MW. En marzo de 2015, el primer ministro de Turquía, Ahmet Davutoğlu, anunció una nueva inversión millonaria para acabar el proyecto en 2018, irrigando una zona de 1,1 millones de hectáreas.